# Michihiro Ozawa
Michihiro Ozawa (小沢 通宏, Ozawa Michihiro, Utsunomiya, 25 december 1932) is een Japans voormalig voetballer die als middenvelder speelde.

## Clubcarrière
In 1951 ging Ozawa naar de Tokyo University of Education, waar hij in het schoolteam voetbalde. Nadat hij in 1955 afstudeerde, ging Ozawa spelen voor Toyo Industries. 1965 werd de ploeg opgenomen in de Japan Soccer League, de voorloper van de J1 League. In 3 jaar speelde hij er 42 competitiewedstrijden. Met deze club werd hij in 1965, 1966 en 1967 kampioen van Japan. Ozawa veroverde er in 1965 en 1967 de Beker van de keizer. Ozawa beëindigde zijn spelersloopbaan in 1967.

## Japans voetbalelftal
Michihiro Ozawa debuteerde in 1956 in het Japans nationaal elftal en speelde 36 interlands.

## Statistieken
| Japans voetbalelftal | Japans voetbalelftal | Japans voetbalelftal |
| Jaar                 | Wed.                 | Dlp.                 |
| -------------------- | -------------------- | -------------------- |
| 1956                 | 3                    | 0                    |
| 1957                 | 0                    | 0                    |
| 1958                 | 4                    | 0                    |
| 1959                 | 9                    | 0                    |
| 1960                 | 1                    | 0                    |
| 1961                 | 6                    | 0                    |
| 1962                 | 7                    | 0                    |
| 1963                 | 5                    | 0                    |
| 1964                 | 1                    | 0                    |
| Totaal               | 36                   | 0                    |